# Valmarecchia
La Valmarecchia è una valle dell'Italia settentrionale tracciata dal fiume Marecchia, ricadente nel bacino padano. È percorsa dalla Via Marecchiese e appartiene per la maggior parte del suo territorio all'Emilia-Romagna; origina però nel comune di Badia Tedalda in Toscana, qui nel suo versante adriatico e lambisce l'estremo nord delle Marche, nei comuni spartiacque di Carpegna e Monte Grimano Terme (PU). Nel bacino del Marecchia ricade anche parte del territorio sammarinese, con le convalli del Rio San Marino e dell'Ausa. Il bacino idrografico, nonostante un ampio settore dell'alta valle sia amministrativamente parte della Toscana, ricade interamente in quello padano e per tale motivo la val Marecchia è convenzionalmente considerata il naturale confine tra l'Italia settentrionale, a cui appartiene, e quella centrale in cui ricadono invece le confinanti vallate del fiume Foglia e del Tevere. I maggiori rilievi sono il Monte dei Frati (1453m), parte della catena montuosa dell'Alpe della Luna, il Monte Carpegna (1415m), il Monte Maggiore (1384m) anch'esso nell'Alpe della Luna e il Monte Aquilone (1354m) nel gruppo del Fumaiolo.

## Geografia
La val Marecchia si origina nel comune di Badia Tedalda, in Toscana, precisamente dal Monte della Zucca, situato tra l'Alpe della Luna e il Monte Fumaiolo. Si sviluppa in direzione nord-est fino a sfociare nell'estremo lembo sud-orientale della pianura Padana in corrispondenza di Santarcangelo di Romagna e dell'area urbana di Rimini dove si trova la foce del fiume. Le maggiori località lungo il corso del fiume e dei suoi affluenti, sono Badia Tedalda, Casteldelci, Pennabilli, Talamello, Novafeltria, San Leo, Torriana, Verucchio, Santarcangelo di Romagna e Rimini, cui si aggiungono numerosi paesi e frazioni minori, quali Pratieghi, Fresciano, Ponte Presale, Colcellalto, Petrella Massana, Ponte Messa, Senatello, Petrella Guidi Archiviato il 21 gennaio 2021 in Internet Archive., Rocca Pratiffi, Molino di Bascio e Bascio, Ponte Santa Maria Maddalena, Scavolino, Soanne, Perticara, Ponte Verucchio, Villa Verucchio, San Martino dei Mulini, Sant'Ermete. La val Marecchia è ricca di luoghi d'interesse storico ed archeologico. Tra questi numerosi sono i castelli, in gran parte scomparsi, alcuni dei quali, ottimamente conservati (ad esempio San Leo). Di altri restano solamente tracce murarie. Altrettanto numerose erano le torri medievali che sorgevano a distanza visiva, alcune delle quali ancora presenti specie su alture (tra le altre Maciano, Petrella Guidi Archiviato il 21 gennaio 2021 in Internet Archive., Cicognaia, Gattara).
Il Marecchia conserva l'andamento dei fiumi appenninici padani, con direzione nord-est, ma contrariamente ad essi risulta piuttosto breve il tratto di pianura vista la vicinanza col mare Adriatico. La vallata, la cui parte media appartenne al Montefeltro storico, è caratterizzata da scarpate o cadute intervallate da stimoli rocciosi fortemente modellati dagli agenti atmosferici. Le formazioni marnose sono affiancate da argilla scagliosa da cui emergono rocce alte e ritagliate, calcaree e arenacee. Questa conformazione geologica collegata ad una variegata e complessa storia medioevale che ha caratterizzato questo territorio, fa sì che i principali nuclei abitati si siano sviluppati sulle emergenze rocciose che si innalzano dai fondovalle (fanno eccezione, nel fondovalle, alcune piccole frazioni a cui si aggiungono Ponte Messa, con l'antica Pieve di San Pietro, Novafeltria, già Mercatino Marecchia e Villa Verucchio).

## Suddivisione amministrativa
La val Marecchia si estende su due stati (Italia e Repubblica di San Marino) e tre regioni (dalle sorgenti in Toscana, alla foce in Emilia-Romagna, toccando le Marche), attraversa tre comuni in Toscana (Badia Tedalda, parte del comune di Sestino e una piccolissima porzione del comune di Pieve Santo Stefano), due nelle Marche (Carpegna e Monte Grimano Terme) e dodici in Emilia Romagna (Rimini, Santarcangelo, Verucchio, Poggio-Torriana, Talamello, Novafeltria, San Leo, Maiolo, parte del comune di Sant'Agata Feltria, Pennabilli, Casteldelci e una piccola parte del comune di Verghereto con l'abitato di Balze).
Il 17 e 18 dicembre 2006 ebbe luogo un referendum consultivo avente ad oggetto il passaggio dalle Marche all'Emilia-Romagna di sette comuni dell'Alta Valmarecchia (Casteldelci, Maiolo, Novafeltria, Pennabilli, San Leo, Sant'Agata Feltria e Talamello); un analogo referendum si tenne il 24 e 25 giugno 2007 nei comuni di Montecopiolo e Sassofeltrio. In entrambe le occasioni, la proposta referendaria fu approvata a larga maggioranza.

## Geologia
Le val Marecchia ha da sempre attirato l'attenzione di geologi, naturalisti e geografi per via della sua particolare conformazione che geologicamente la rende diversa dal resto della Romagna e più simile al contesto emiliano. Il territorio è caratterizzato da una estesa coperta argillosa caotica, detta coltre della val Marecchia, su cui poggiano rocce diverse per età e composizione che hanno dato vita alle celebri rupi che l'hanno resa famosa (ad esempio le rupi di San Leo e San Marino). La coltre della val Marecchia si è originata, attorno ai 137 milioni di anni fa, nell'area orientale del golfo ligure, iniziando poi, grazie ai movimenti tettonici, un lento processo di scivolamento verso est, durato 35 milioni di anni, in direzione di quella che era una depressione. Si tratta di una vera e propria colata, accavallatasi con le formazioni rocciose esistenti e composta da materiali argillosi e argillo-marnosi contenenti al loro interno rocce calcaree più rigide, le quali letteralmente galleggiano e sono trasportate dalle sottostanti argille in perenne movimento. I blocchi calcarei, di svariate dimensioni, da pochi metri fino a formare interi massicci montuosi, hanno dato luogo alle già accennate rupi di San Leo e San Marino, ma anche al Monte Carpegna, ai Sassi di Simone e Simoncello, alle rupi di Verucchio, Pietracuta, Madonna di Saiano, Torriana, Pennabilli, Petrella Guidi Archiviato il 21 gennaio 2021 in Internet Archive., Rocca Pratiffi e numerose altre che caratterizzano oggi il paesaggio e che l'uomo, fin dall'antichità, ha sfruttato quale ambiente sicuro per i propri insediamenti abitativi e difensivi. Numerosi sono i siti di interesse geologico, ben documentati dalla regione Emilia-Romagna e numerose sono le possibilità  di osservazione delle diverse formazioni che costituiscono le Unità liguri, fondamentalmente suddivise nella Formazione di Sillano (argille varicolari, calcari, marne, arenarie presenti nell'alta valle del Senatello e nella parte nord del comune di Badia Tedalda), nella Formazione di Pugliano (calcareniti alternate ad argilliti), nella Formazione di Monte Morello (calcari, marne calcaree, mare argillose, presenti nella zona di Balze, Badia Tedalda, Maiolo, Monte Canale) ed infine nelle Argille scagliose, presenti abbondantemente in tutta la valle. Altrettanto tipici nel caratterizzare il paesaggio sono le formazioni epiliguri, tra le quali la Formazione di San Marino (biocalciruditi, calcari organogeni, calcareniti) magnificamente rappresentata dalle rupi di San Marino, Pennabilli, Montecopiolo, San Leo, Sassi di Simone Simoncello e numerose altre). Tra le formazioni presenti si segnala inoltre quella che più di tutte caratterizza il paesaggio della parte più montana della valle, la Formazione marnoso-arenacea ricoprente l'intera area tra Sant'Agata Feltria, Casteldelci, Badia Tedalda e l'Alpe della Luna, composta da marne, arenarie e argille in stratificazioni variamente orientate a seconda dei movimenti tettonici ai quali sono state sottoposte.